# Agnes Goodsir

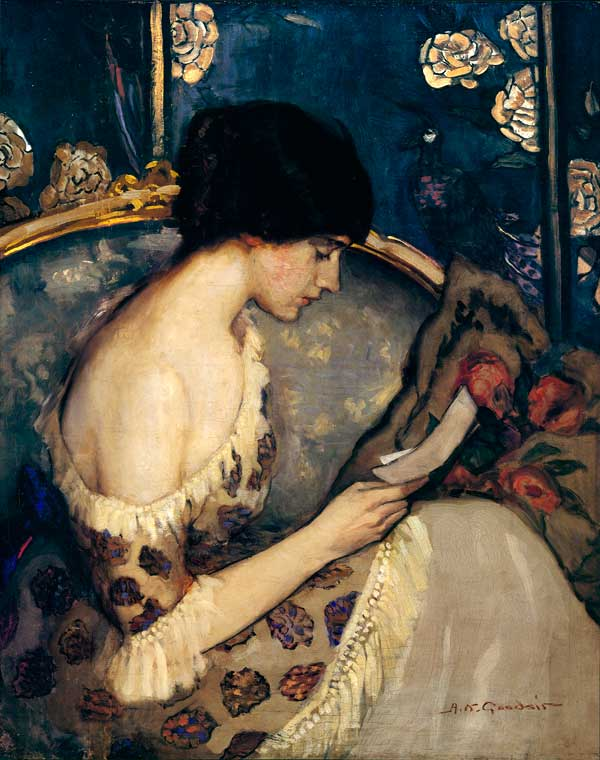
Pintura a óleo A Letter from the Front/Girl on couch (c. 1915) de Agnes Goodsir

Agnes Noyes Goodsir (Portland, Vitória, Austrália, 18 de junho de 1864 - Paris, França, 11 de agosto de 1939) foi uma pintora retratista australiana que viveu em Paris nas décadas de 1920 e 1930.

## Biografia
Nascida a 18 de junho de 1864, em Portland, no estado australiano de Vitória, Agnes Noyes Goodsir era filha de David James Cook Goodsir, comissário da alfândega de Melbourne, descendente de emigrantes escoceses e ingleses, e de Elizabeth Archer Goodsir (nascida Tomlins), também de ascendência inglesa, sendo a segunda filha e a quinta a nascer dos onze filhos do casal.
Apesar de ser oriunda de uma família numerosa e de raízes modestas, muito cedo revelou possuir talento para as artes, tornando-se pupila do professor e pintor Arthur T. Woodward, enquanto frequentava a Escola de Minas e Indústrias de Bendigo (Bendigo School of Mines and Industries) entre 1898 e 1899. Notabilizando-se pelas suas pinturas e desejando partir para Paris em busca de uma melhor formação e a possibilidade de seguir uma carreira artística, tal como os artistas australianos Rupert Bunny, Stella Bowen, Max Meldrum, Margaret Preston ou Grace Crowley que partiram no início do século XX para a "cidade da luz", em 1899, Agnes Goodsir sorteou algumas das suas obras em Bendigo para financiar a sua viagem.
Bem sucedida no seu empreendimento, partiu para França, onde ingressou na Académie Delécluse, Académie Julian e posteriormente na Académie Colarossi e Académie de la Grande Chaumière. Pupila de Jean-Paul Laurens e Lucien Simon, realizou o seu primeiro autorretrato em 1900, realizou diversos desenhos e pinturas de nus artísticos, tendo ganho uma medalha de bronze no concurso anual da Académie Colarossi em 1901, venceu duas vezes o primeiro lugar na competição de Composição da Académie Julian e recebeu a medalha de prata na competição de Retratos da Académie de la Grande Chaumière em 1904. Expôs ainda no Salon de Paris entre 1901 e 1902, sendo depois aceite para apresentar as suas obras noutras exposições, realizadas em diversas galerias parisienses, entre 1902 e 1904.
Em 1905 regressou temporariamente à sua terra natal, partindo seis meses depois para Londres, onde viveu até ao fim da Primeira Guerra Mundial. Viajando ocasionalmente a Paris, continuou a participar em várias exposições, como no Salon des Indépendants e no Salon da Société Nationale des Beaux-Arts, tornando-se membro da sociedade francesa, assim como na Royal Academy e no Royal Institute of Painters in Water Colours em Londres, fixando-se novamente na capital francesa em 1921, nomeadamente numa residência com atelier próprio, situado no nº 18 da Rue de l'Ódeon.
Durante a sua estadia em Paris, Agnes Goodsir consagrou-se como uma pintora retratista, tendo realizado diversas obras encomendadas sobretudo por mulheres cosmopolitas e da alta sociedade francesa e inglesa. Recorrendo quase sempre a modelos reais, utilizou como modelo e musa em diversas ocasiões a sua parceira, Rachel Dunne, conhecida no meio boémio pela alcunha de "Cherry". Uma das suas pinturas a óleo mais reconhecidas, The Parisienne, é um retrato de Cherry, pintado por volta de 1924.
Durante uma curta visita à Austrália, em 1927, expôs nas Macquarie Galleries em Sydney e na Fine Arts Gallery em Melbourne. Posteriormente, expôs quatro das suas pinturas a óleo na exposição do sesquicentenário aniversário da Art Gallery of New South Wales em 1938.
Agnes Goodsir faleceu em Paris, França, a 11 de abril de 1939.
Durante a sua vida, o trabalho de Agnes Goodsir revelou uma mestria nas fortes composições e técnicas que aplicava, privilegiando as pinturas a óleo em vez das aguarelas. Apesar de ter realizado um grande número de naturezas-mortas e interiores, tornou-se sobretudo reconhecida pelos seus retratos, tendo realizado obras que retratavam Katharine Goodson, Liev Tolstói, Ellen Terry, Banjo Paterson, Bertrand Russell, Dame Eadith Walker, Condessa Pinci e o líder italiano Benito Mussolini.

## Obras
Atualmente as suas obras encontram-se no espólio privado de diversos colecionadores de arte ou museológico de várias instituições, tais como:
- a Galeria Nacional de Vitória, Austrália - 1 quadro: The letter, (Woman reading)[6]
- a Galeria de Arte de Bendigo[7]
- a Galeria Nacional da Austrália - 2 quadros: In a Latin Quarter studio[8] e The Parisienne[9]
- a Galeria de Arte de Nova Gales do Sul - 1 quadro: Chinese skirt[10]
- a Biblioteca Estadual de Nova Gales do Sul - 1 quadro: Retrato de A. B. "Banjo" Paterson[11]

## Legado e Homenagens
A Bolsa Goodsir é concedida a jovens artistas pela Bendigo Art Gallery, em sua homenagem.
Em 1978, o seu nome foi atribuído a uma rua de Chisholm, um subúrbio de Camberra, em sua homenagem.

## Galeria

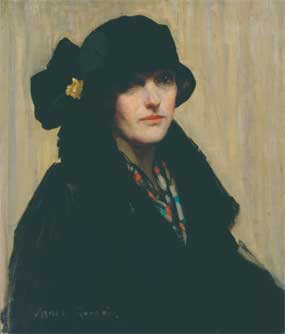
Autorretrato (c. 1910)
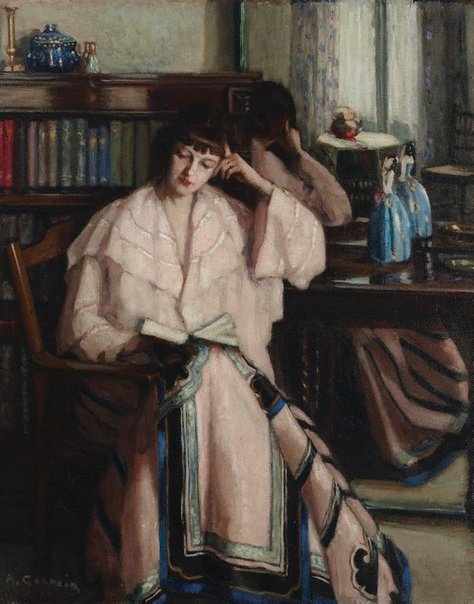
Woman reading (c. 1910)
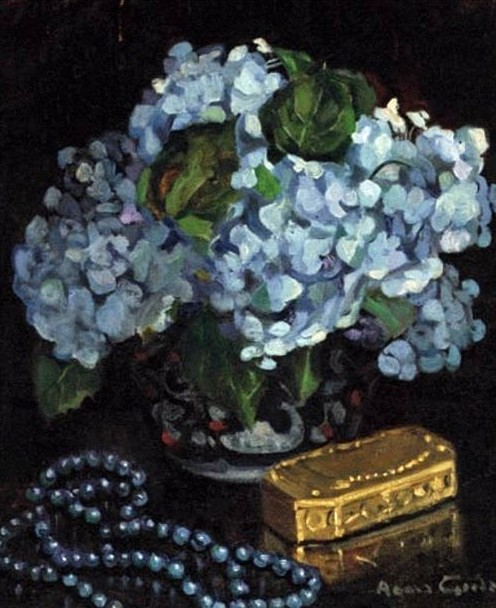
Hydrangeas
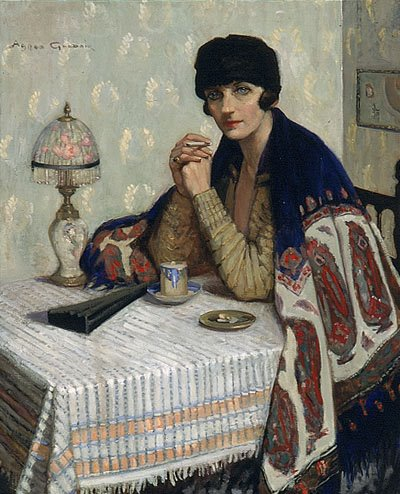
Girl with cigarette (1925)
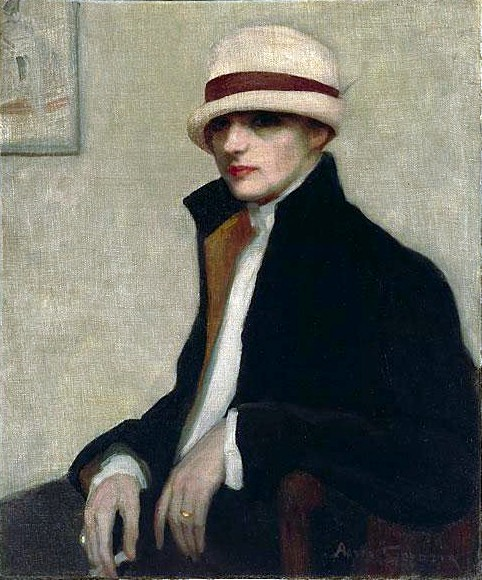
The Parisienne (c.1924)
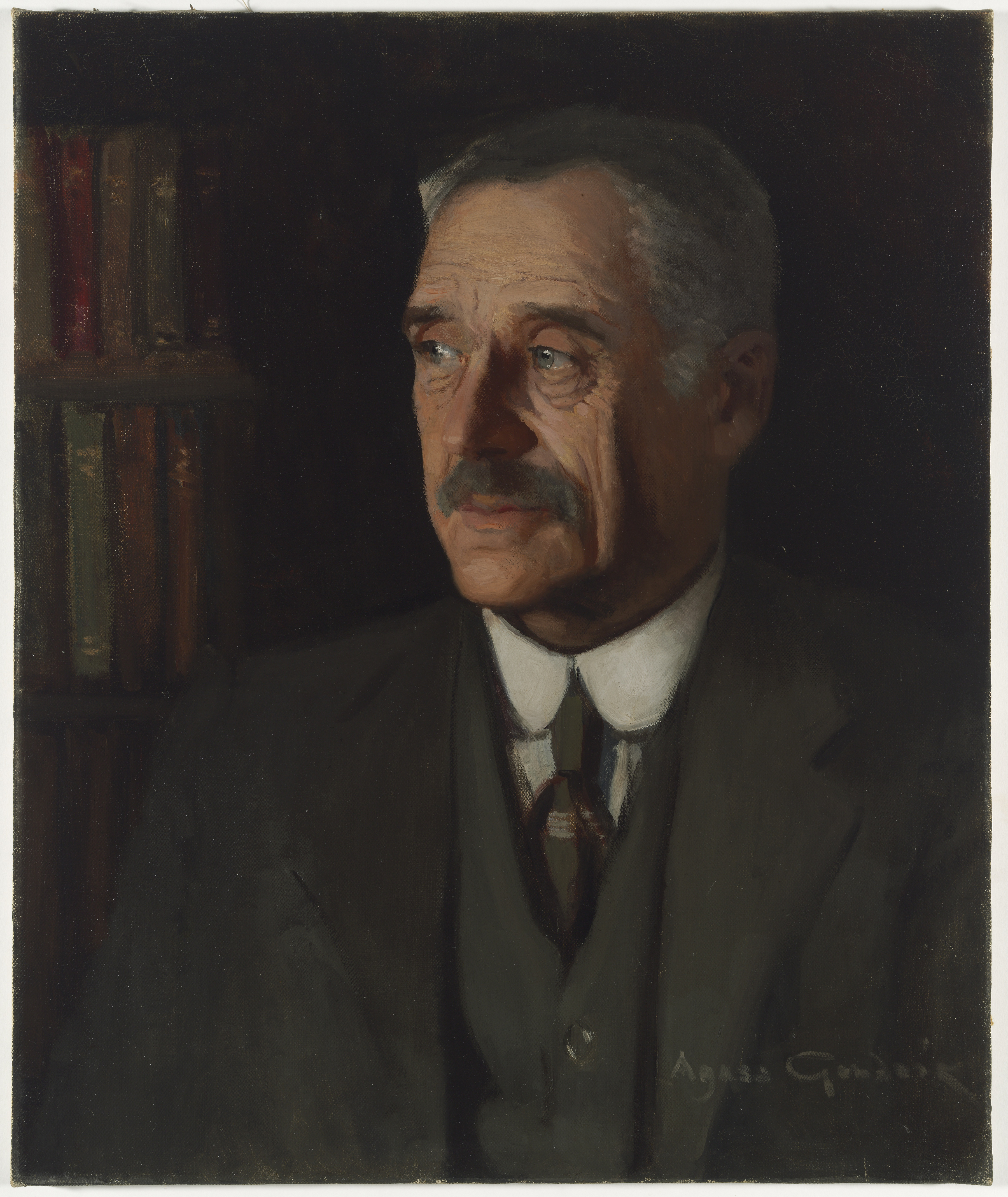
Andrew Barton "Banjo" Paterson, 1927